# 萨尔瓦多尔德萨帕尔迭尔
萨尔瓦多尔德萨帕尔迭尔，是西班牙卡斯蒂利亚-莱昂巴利亚多利德省的一个市镇。总面积26平方公里，总人口191人（2001年），人口密度7人/平方公里。